# Liga ACT 2010
La temporada 2010 de la Liga ACT (conocida como Liga San Miguel por motivos de patrocinio) es la octava edición de la competición de traineras organizada por la Asociación de Clubes de Traineras. Compitieron 12 equipos encuadrados en un único grupo. La temporada regular comenzó el 3 de julio en Bilbao (Vizcaya) y terminó el 29 de agosto en Castro-Urdiales (Cantabria). Posteriormente, se disputaron los play-off para el descenso a la Liga ARC o a la Liga LGT.

## Sistema de competición
La competición consta de tres tipos de regatas:
- Regatas puntuables: computan para la clasificación de la liga y todos los clubes deben participar en ellas.
- Regatas no puntuables: no computan para la clasificación de la liga y los clubes pueden no participar en ellas mediando causa justificada. En la temporada 2013, no hubo regatas de este tipo.
- Regatas de play-off: se disputan 2 regatas en la que participan el clasificado en undécimo lugar al finalizar y dos representantes de la Liga ARC y otros dos de la LGT. El clasificado en último lugar, desciende directamente.

En esta edición se disputaron 18 banderas durante la temporada regular y dos regatas de play-off. Todos los integrantes de la Liga ACT disputan las regatas puntuables excepto las dos últimas ya que éstas coinciden con el desarrollo de los play-off. En estas dos últimas regatas no participan los siguientes clasificados: el último, que desciende directamente a las ligas ARC o LGT, y los clasificados en los puestos noveno y décimo; el penúltimo clasificado rema en la tanda de los play-off por lo que estas banderas solo las disputan los ocho primeros clasificados tras la disputa de las 16 primeras regatas.

## Calendario

### Temporada regular
Las siguientes regatas tuvieron lugar en 2010.
| Orden | Regata                                                                                                  | Fecha            | Hora  | Localidad            | Provincia  |
| ----- | --- | ---------------- | ----- | -------------------- | ---------- |
| 1     | I Bandera SEAT - Gran Premio Villa de Bilbao                                                            | 3 de julio       | 17:00 | Bilbao               | Vizcaya    |
| 2     | XIII Bandera Movistar                                                                                   | 4 de julio       | 12:00 | San Sebastián        | Guipúzcoa  |
| 3     | VI Bandera Marina de Cudeyo - Gran Premio Dynasol                                                       | 10 de julio      | 16:00 | Pedreña              | Cantabria  |
| 4     | VI Bandera Ambilamp                                                                                     | 11 de julio      | 12:00 | Portugalete          | Vizcaya    |
| 5     | XXVIII Bandera Concejo de Moaña                                                                         | 17 de julio      | 18:00 | Moaña                | Pontevedra |
| 6     | I Bandera Afamo                                                                                         | 18 de julio      | 12:00 | Moaña                | Pontevedra |
| 7     | IV Bandera Iberdrola                                                                                    | 24 de julio      | 17:30 | Pasajes de San Juan  | Guipúzcoa  |
| 8     | XVI Bandera de la Cofradía de Pescadores de San Pedro                                                   | 25 de julio      | 12:00 | Pasajes de San Pedro | Guipúzcoa  |
| 9     | XXXII Bandera de Guecho                                                                                 | 31 de julio      | 19:00 | Guecho               | Vizcaya    |
| 10    | XXV Bandera de Zumaya                                                                                   | 1 de agosto      | 12:00 | Zumaya               | Guipúzcoa  |
| 11    | XXXIII Bandera de Zarauz (jornada 1)                                                                    | 14 de agosto     | 18:00 | Zarauz               | Guipúzcoa  |
| 12    | XXXIII Bandera de Zarauz (jornada 2)                                                                    | 15 de agosto     | 12:00 | Zarauz               | Guipúzcoa  |
| 13    | XIII Bandera Real Astillero de Guarnizo - XXXVIII Gran Premio Ayuntamiento de Astillero - III Trofeo HP | 21 de agosto     | 17:00 | El Astillero         | Cantabria  |
| 14    | XXIII Bandera de Fuenterrabía - Gran Premio Mapfre                                                      | 22 de agosto     | 12:00 | Fuenterrabía         | Guipúzcoa  |
| 15    | XX Bandera de Orio - Inmobiliaria Orio                                                                  | 28 de agosto     | 16:30 | Orio                 | Guipúzcoa  |
| 16    | XII Bandera Flaviobriga                                                                                 | 29 de agosto     | 12:00 | Castro-Urdiales      | Cantabria  |
| 17    | XXVIII Bandera Villa de Bermeo                                                                          | 18 de septiembre | 17:00 | Bermeo               | Vizcaya    |
| 18    | XI Gran Premio - XXXVI Bandera El Corte Inglés                                                          | 19 de septiembre | 12:30 | Portugalete          | Vizcaya    |

### Play-off de ascenso a Liga ACT
| Orden | Regata      | Fecha         | Hora  | Provincia |
| ----- | ----------- | ------------- | ----- | --------- |
| 1     | Bermeo      | 18 septiembre | 16:30 | Vizcaya   |
| 2     | Portugalete | 19 septiembre | 12:00 | Vizcaya   |

## Traineras participantes
| Equipo                    | Nombre de la Trainera | Localidad                  | Provincia  |
| ------------------------- | --------------------- | -------------------------- | ---------- |
| Tirán Pereira             | Pereira               | Tirán (Moaña)              | Pontevedra |
| Astillero                 | San Jose XIV          | El Astillero               | Cantabria  |
| Pedreña                   | Seve Ballesteros      | Pedreña (Marina de Cudeyo) | Cantabria  |
| Castro-Naturhouse         | La Marinera           | Castro-Urdiales            | Cantabria  |
| Kaiku-Ambilamp            | Bizkaitarra           | Sestao                     | Vizcaya    |
| Urdaibai-Umpro Avia       | Bou Bizkaia           | Bermeo                     | Vizcaya    |
| Zumaia-Altuna y Uria      | Telmo Deun            | Zumaya                     | Guipúzcoa  |
| Zarautz-Inmobiliaria Orio | Enbata                | Zarauz                     | Guipúzcoa  |
| Orio-Amenabar             | Mirotza               | Orio                       | Guipúzcoa  |
| San Pedro-Ecolmare        | Libia                 | Pasajes                    | Guipúzcoa  |
| San Juan-Iberdrola        | Erreka                | Pasajes                    | Guipúzcoa  |
| Hondarribia-Orsa          | Ama Guadalupekoa      | Fuenterrabía               | Guipúzcoa  |

 Los clubes participantes están ordenados geográficamente, de oeste a este 

### Equipos por provincia
| Provincia  | N. | Equipos |
| ---------- | -- | --- |
| Guipúzcoa  | 6  | Hondarribia-Orsa, Orio-Amenabar, San Juan-Iberdrola, San Pedro-Ecolmare, Zarautz-Inmobiliaria Orio, Zumaia-Altuna y Uria |
| Cantabria  | 3  | Astillero, Castro-Naturhouse, Pedreña                                                                                    |
| Vizcaya    | 2  | Kaiku-Ambilamp, Urdaibai-Umpro Avia                                                                                      |
| Pontevedra | 1  | Tirán Pereira |

### Ascensos y descensos
| Pos. | Ascendidos de Liga ARC 2009 |
| ---- | --------------------------- |
| 1.º  | Astillero                   |
| 2.º  | San Juan-Iberdrola          |

| Pos. | Descendidos a ligas ARC 2010 y LGT 2010 |
| ---- | --------------------------------------- |
| 11.º | Samertolameu                            |
| 12.º | Arkote                                  |

     Ascenso después de play-off.

     Descenso directo ordinario.

     Descenso después de play-off.

## Clasificación

### Temporada regular
A continuación se recoge la clasificación en cada una de las regatas disputadas.
Los puntos se reparten entre los doce participantes en cada regata.
| Posición | 1.º | 2.º | 3.º | 4.º | 5.º | 6.º | 7.º | 8.º | 9.º | 10.º | 11.º | 12.º |
| Puntos   | 12  | 11  | 10  | 9   | 8   | 7   | 6   | 5   | 4   | 3    | 2    | 1    |

| Pos. | Club                      | Trainera         | 1 SEA | 2 MOV | 3 CUD | 4 AMB | 5 MOA | 6 AFA | 7 IBE | 8 COF | 9 GUE | 10 ZUM | 11 ZA1 | 12 ZA2 | 13 AST | 14 FUE | 15 ORI | 16 FLA | 17 BER | 18 ING | Puntos |
| ---- | ------------------------- | ---------------- | ----- | ----- | ----- | ----- | ----- | ----- | ----- | ----- | ----- | ------ | ------ | ------ | ------ | ------ | ------ | ------ | ------ | ------ | ------ |
| 1    | Urdaibai-Umpro Avia       | Bou Bizkaia      | 5     | 4     | 1     | 8     | 2     | 5     | 1     | 2     | 1     | 1      | 5      | 2      | 1      | 1      | 1      | 2      | 1      | 1      | 190    |
| 2    | Orio-Amenabar             | Mirotza          | 1     | 1     | 6     | 3     | 4     | 2     | 2     | 1     | 6     | 2      | 1      | 4      | 2      | 4      | 2      | 3      | 4      | 3      | 183    |
| 3    | San Juan-Iberdrola        | Erreka           | 3     | 7     | 2     | 2     | 1     | 9     | 6     | 8     | 2     | 4      | 8      | 8      | 4      | 2      | 3      | 5      | 7      | 8      | 145    |
| 4    | Castro-Naturhouse         | La Marinera      | 4     | 2     | 7     | 11    | 7     | 7     | 5     | 7     | 5     | 5      | 2      | 10     | 3      | 3      | 4      | 1      | 2      | 5      | 144    |
| 5    | Pedreña                   | Seve Ballesteros | 2     | 8     | 3     | 9     | 10    | 1     | 8     | 9     | 3     | 3      | 6      | 6      | 5      | 7      | 7      | 9      | 3      | 4      | 131    |
| 6    | Astillero                 | San Jose XIV     | 10    | 5     | 4     | 1     | 6     | 8     | 3     | 6     | 9     | 10     | 3      | 7      | 6      | 5      | 6      | 11     | 5      | 2      | 127    |
| 7    | Tirán Pereira             | Pereira          | 7     | 9     | 8     | 5     | 3     | 3     | 4     | 3     | 4     | 9      | 11     | 9      | 7      | 9      | 9      | 7      | 6      | 7      | 114    |
| 8    | San Pedro-Ecolmare        | Libia            | 8     | 3     | 10    | 10    | 5     | 6     | 7     | 4     | 8     | 6      | 10     | 3      | 8      | 10     | 5      | 4      | 8      | 6      | 113    |
| 9    | Hondarribia-Orsa          | Ama Guadalupekoa | 9     | 6     | 9     | 4     | 9     | 4     | 9     | 10    | 10    | 7      | 7      | 1      | 9      | 8      | 8      | 8      | DNP    | DNP    | 90     |
| 10   | Kaiku-Ambilamp            | Bizkaitarra      | 6     | 10    | 5     | 6     | 8     | 11    | 11    | 5     | 7     | 8      | 4      | 5      | 11     | 6      | 10     | 6      | DNP    | DNP    | 89     |
| 11   | Zumaia-Altuna y Uria      | Telmo Deun       | 11    | 11    | 11    | 7     | 11    | 10    | 10    | 11    | 11    | 12     | 9      | 11     | 10     | 11     | 12     | 10     | DNP    | DNP    | 40     |
| 12   | Zarautz-Inmobiliaria Orio | Enbata           | 12    | 12    | 12    | 12    | 12    | 12    | 12    | 12    | 12    | 11     | 12     | 12     | 12     | 12     | 11     | 12     | DNP    | DNP    | 18     |

| Color     | Resultado                        |
| --------- | -------------------------------- |
| Oro       | Ganador                          |
| Plata     | Segundo                          |
| Bronce    | Tercero                          |
| Verde     | Puntuó                           |
| Sin color | DNP - Inscrito pero no participó |

### Play-off de ascenso a Liga ACT
Los puntos se reparten entre los cuatro participantes en cada regata.
| Posición | 1.º | 2.º | 3.º | 4.º |
| Puntos   | 4   | 3   | 2   | 1   |

| Pos. | Club                 | Trainera          | 1 BER | 2 POR | Puntos |
| ---- | -------------------- | ----------------- | ----- | ----- | ------ |
| 1    | Zumaia-Altuna y Uría | Telmo Deun        | 1     | 1     | 8      |
| 2    | Camargo              | Virgen del Carmen | 2     | 2     | 6      |
| 3    | Samertolameu         | Meira Mar         | 3     | 3     | 5      |
| 4    | Santurtzi-Iberdrola  | Sotera            | 4     | 4     | 2      |